# Ray Charles
Pour les articles homonymes, voir Charles, Ray Robinson et Robinson.
Ray Charles (né le 23 septembre 1930 à Albany, en Géorgie et décédé le 10 juin 2004 à Beverly Hills, en Californie) est un chanteur, compositeur, arrangeur et pianiste américain. Figure majeure de la musique noire américaine, il aborda de nombreux genres musicaux durant sa carrière de plus de cinquante ans : le jazz, le gospel, le blues, ou encore le rhythm and blues. Il est en outre fréquemment considéré comme l'un des pionniers de la soul avec Sam Cooke et Solomon Burke.
Atteint de cécité totale à l'âge de sept ans, Ray Charles suit une formation musicale classique dans sa jeunesse. Il se tourne ensuite vers le blues et connaît le succès au début des années 1960 avec des titres tels que Georgia on My Mind ou Hit the Road Jack. Il reçoit alors le surnom de « Genius ». Aux prises avec des problèmes de drogue, il se fait plus rare sur scène durant les deux décennies suivantes, avant de connaître à nouveau un succès international jusqu'à sa mort. En 2010, le magazine Rolling Stone le place second au classement des plus grands chanteurs de tous les temps derrière Aretha Franklin.
Ray Charles a vendu plusieurs dizaines de millions d'albums et a profondément influencé la musique contemporaine du XXe siècle notamment la musique pop, le rock, le rap et le r&b. Elvis Presley, les Rolling Stones, Stevie Wonder, Van Morrison, Billy Joel, ou encore Marvin Gaye et Kanye West se disent d'ailleurs influencés par la musique de Ray Charles.
Jamie Foxx l'incarne dans sa biographie cinématographique intitulée Ray en 2004. Le film décroche de nombreuses récompenses dont l'Oscar du meilleur acteur en 2005 pour Jamie Foxx.

## Biographie

### Jeunesse
Raymond Charles Robinson est né le 23 septembre 1930, en pleine période de la Grande Dépression économique et de ségrégation raciale. Il est le fils aîné de Bailey Robinson, mécanicien travaillant sur les voies ferrées, et d'Aretha (ou Reatha) Williams, métayère qui travaille dans les champs. Sa famille venant d'Albany en Géorgie est très pauvre. Leur père absent multipliant les relations avec les femmes, Ray et son frère George sont élevés par Aretha Williams dans leur maison d'enfance à Greenville en Floride, ainsi que par leur seconde mère Mary Jane, ancienne compagne de Bailey Robinson. Ray fait une petite approche du piano avec Wylie Pitman, un patron d'épicerie jouant du piano stride dans le bar de son village. Son frère George se révélera également doué, mais pour les mathématiques.
Son enfance est marquée par des traumatismes physiques et psychologiques : à quatre ans, il est atteint d'un glaucome (diagnostic non officiel). Un an plus tard, il est témoin impuissant de la noyade de son petit frère qui n'a que trois ans (cet épisode le marque profondément) dans un baquet d'eau bouillante dont sa mère se servait pour laver le linge. À sept ans, sa cécité est complète et il est placé en pension dans une institution spécialisée pour sourds et aveugles de Saint Augustine, la Florida School for the Deaf and Blind (en) de 1937 à 1945. C'est dans cette école que, neuf années durant, il apprend le braille mais aussi la composition, ainsi que la pratique de plusieurs instruments, dont la clarinette, le saxophone alto et le piano (instrument qu'il ne peut étudier immédiatement car, au moment de sa venue, les effectifs de l'école sont complets). Malgré un enseignement musical essentiellement classique, ses préférences s'orientent rapidement vers des musiques nées dans l'univers afro-américain : le gospel, le blues, le jazz, ainsi que la musique country. Bien que les patients de cet institut soient aveugles, les Noirs et les Blancs restent séparés.
Âgé de 15 ans, il perd sa mère et décide de quitter l'institution. Il se fait héberger par une amie de sa mère à Jacksonville, où il commence à travailler comme musicien. Il tente ensuite sa chance à Chicago, à Orlando, puis à Tampa, où il gagne à peine de quoi survivre en jouant du piano dans des orchestres de danse.

### Débuts

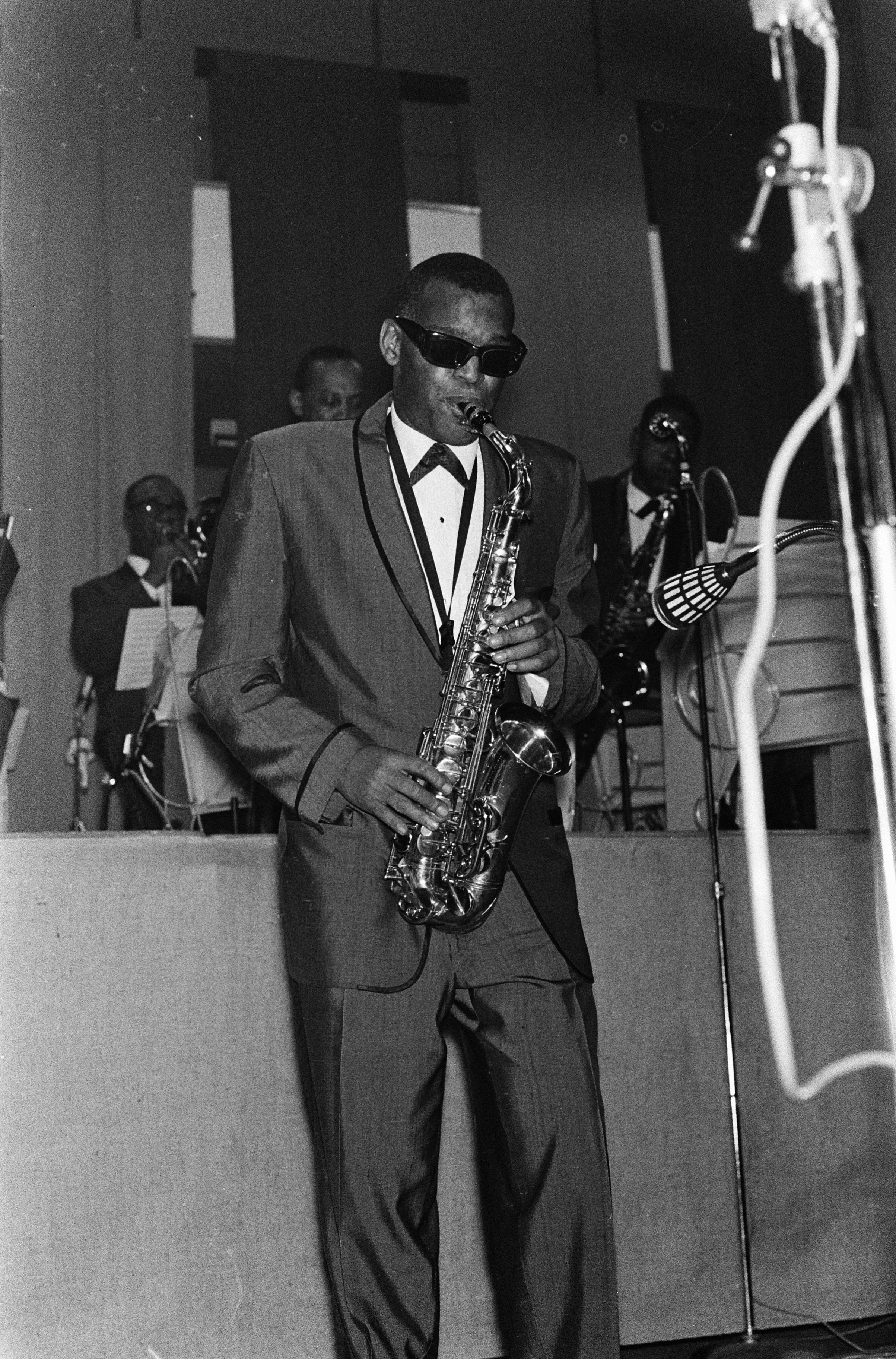
Ray Charles aux Pays-Bas en 1963.

À seulement 17 ans, après avoir traversé tout le pays pour s'installer à Seattle, Ray Charles commence à se produire dans les clubs (comme le Rocking Chair) comme chanteur, accompagné de sa propre formation. En 1949, il enregistre pour la première fois sous son propre nom. C'est à cette époque qu'il rencontre Quincy Jones, avec qui il se lie d'amitié, et auquel il apprend à écrire des mélodies. C'est également à cette époque qu'il découvre, avec ses collègues musiciens « le monde de la drogue, la marijuana tout d'abord, puis l'héroïne, très répandue en ville ». Il signe un contrat chez Swing Time Records après avoir rencontré le producteur de Los Angeles Jack Lauderdale et après plusieurs disques avec des succès modestes (la première chanson Confession Blues a un petit succès local), il enregistre Baby, Let Me Hold Your Hand, qui se place dans les premières places des R&B charts en 1951. Il commence alors à forger sa personnalité musicale, s'éloignant peu à peu de ses premières influences, Nat King Cole et Charles Brown. Un style vraiment personnel commence à se dessiner.
Aidé par Atlantic Records, sa maison de disques, qui lui laisse toute liberté de création, Ray Charles va connaître une décennie de succès. Le premier succès qu'il enregistre est The Sun's Gonna Shine Again, produit par Ahmet Ertegün (qui par ailleurs a écrit une chanson connue de Ray Charles Mess Around), son producteur et fondateur d'Atlantic Records. Il compose son premier grand succès I Got a Woman. Viennent ensuite Hallelujah I Love Her So, Drown in My Own Tears, This Little Girl of Mine, Swannee River Rock, The Right Time très bien placés dans les R&B charts. Il faut attendre la sortie de What'd I Say qu'il improvise en 1959 lors d'un concert dans un club de Milwaukee (premier hit dans les pop charts) et The Genius Of Ray Charles, pour que sa notoriété s'élargisse dans de notables proportions.

### Confirmation

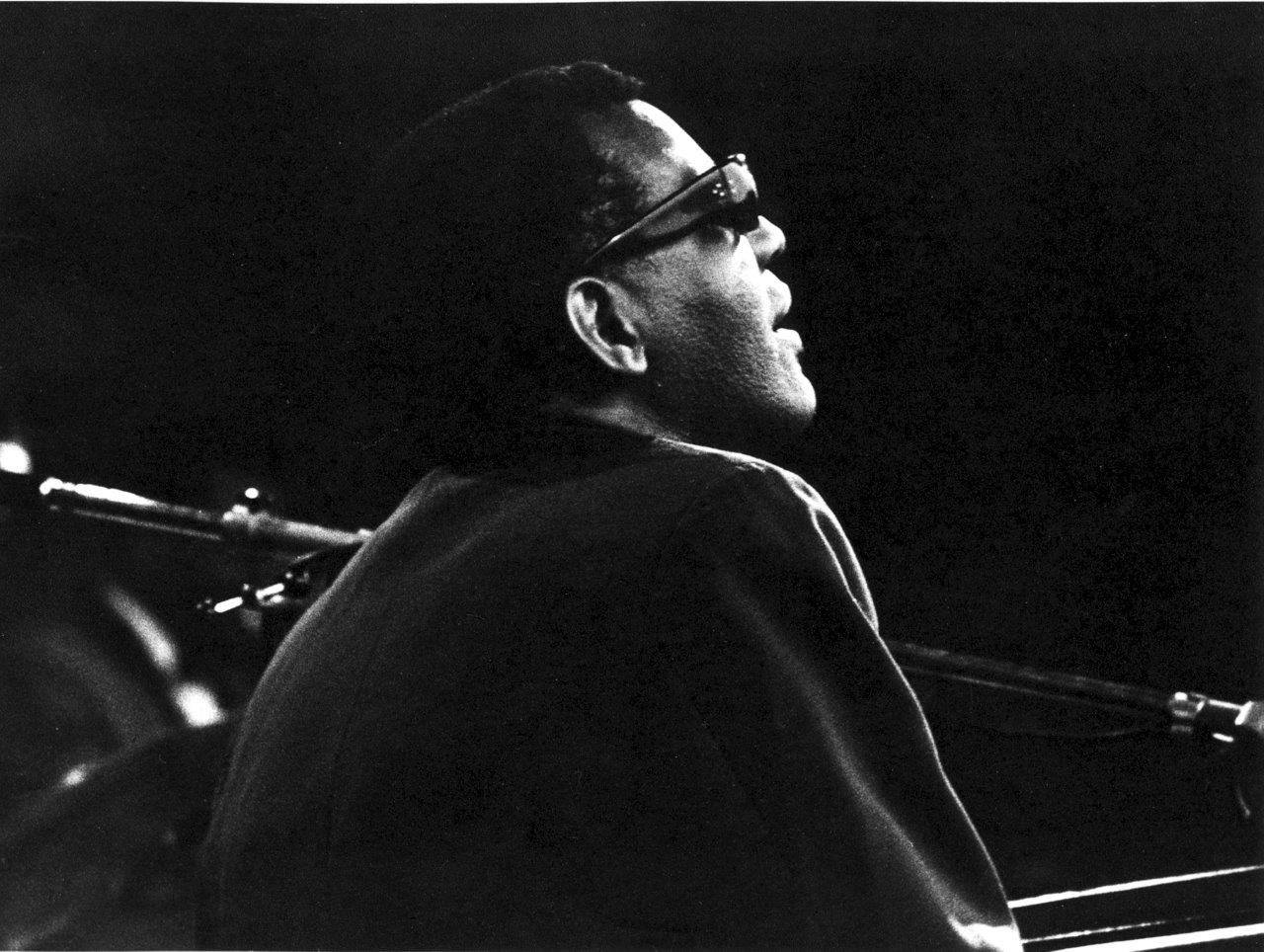
Festival de jazz de Comblain-la-Tour en Belgique en 1964.

Fermement décidé à continuer sa percée en direction du public pop, Ray Charles quitte le label Atlantic pour ABC Paramount en 1959, plus à même de lui offrir une passerelle vers le public blanc. Il publiera alors par la suite Georgia on My Mind, Hit the Road Jack (1960), Baby, It’s Cold Outside (1961), Unchain my Heart, I Can't Stop Loving You, You Are My Sunshine (1962), Busted (en), That Lucky Old Sun (en), Don't Set Me Free (1963), Together Again (en) (1965), Let's Go Get Stoned (1966), Here We Go Again, In the Heat of the Night (en), Yesterday (1967), Eleanor Rigby (1968), et America The Beautiful (1972). Néanmoins, Ray Charles doit quand même attendre 1962 et la sortie de son chef-d'œuvre, Modern Sounds in Country and Western Music, pour être écouté par ce public et donc réaliser son rêve. Avec I Can't Stop Loving You côtoyant Hey, Good Lookin, c'est l'éclectisme de l'artiste qui triomphe.

### Le grand Ray Charles

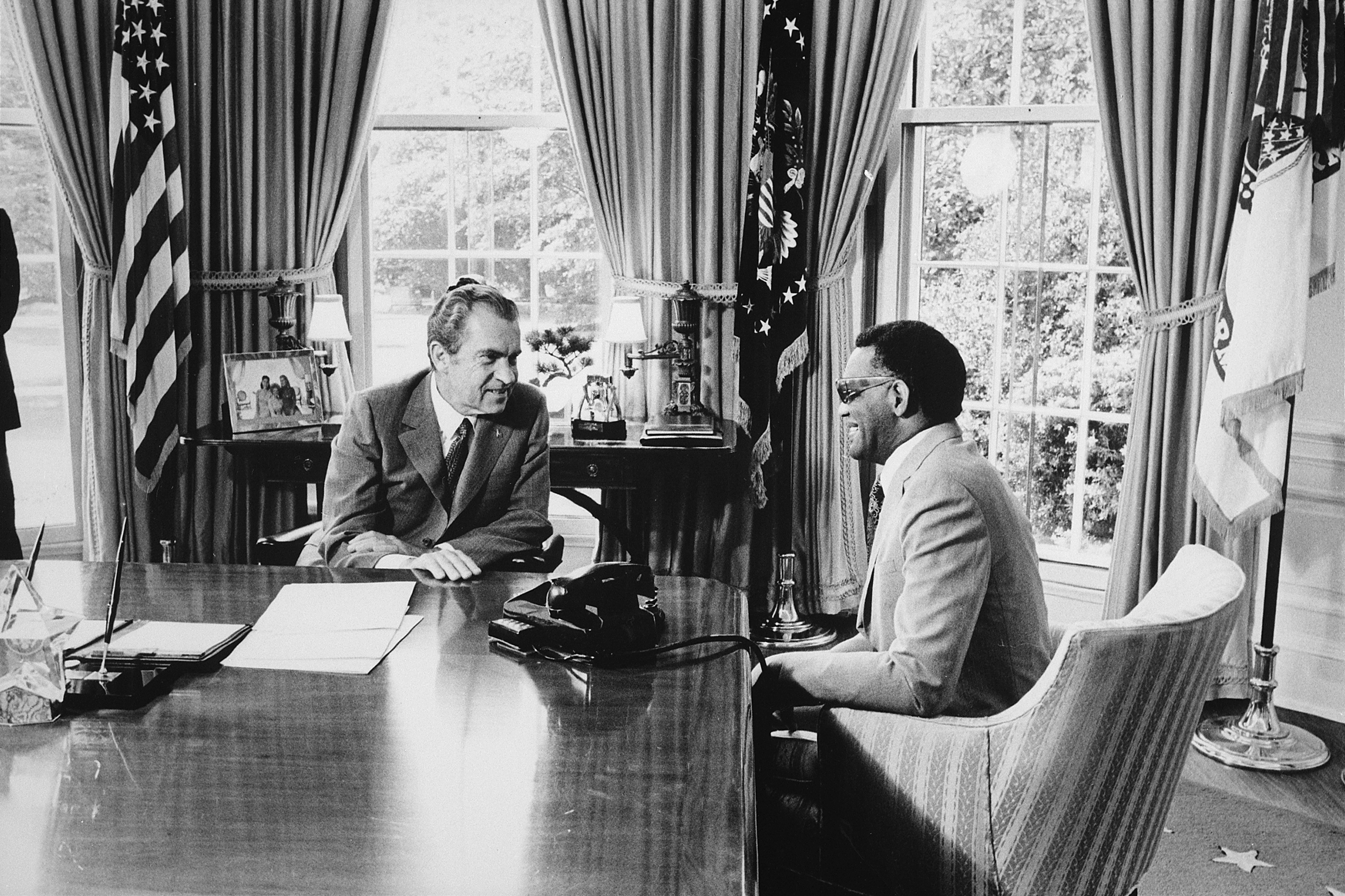
Ray Charles dans le bureau ovale de la Maison-Blanche de Washington DC avec le président des États-Unis Richard Nixon en 1972.

Les affaires marchent alors tellement bien pour Ray Charles qu'en 1963 associé à son gérant Joe Adams (en), il monte sa propre société de production « Ray Charles Enterprises » dans ses locaux de l'actuel musée Ray Charles Memorial Library de Los Angeles. Il joue aussi dans le film Ballad in Blue (en) de 1964. C'est aussi un moment où il doit faire face à de gros problèmes de dépendance à l'héroïne, en 1965. Après un petit vide musical dans sa carrière, Ray Charles revient en force en 1966, avec Let's Go Get Stoned. Après quelques chansons aux résultats encore honorables (dont ses reprises de Yesterday et Eleanor Rigby des Beatles), il se fait oublier petit à petit.
À la fin des années 1970 et au cours des années 1980, il fait quelques apparitions médiatiques sporadiques, à l'occasion d'événements tels que le film The Blues Brothers ou la chanson We Are the World au bénéfice de USA for Africa. Malgré de nombreux changements de maisons de disques, il n'obtient plus que de rares succès médiatiques, dont son tube Precious Thing avec Dee Dee Bridgewater ou son duo avec Chaka Khan en 1989, I'll Be Good to You (en), qui le réconcilie brièvement avec les pop charts.
Ray Charles continue inlassablement de tourner dans le monde entier à guichet fermé auprès de son public d'admirateurs jusqu'à un âge avancé malgré une désaffection du grand public. Son manager est alors Jean-Pierre Grosz, un Français qui l'a rencontré en 1978,.
Il est récompensé de douze Grammy Awards, parmi les très nombreuses récompenses et distinctions qu'il reçoit au cours de sa carrière. Il est un des premiers à entrer au Rock and Roll Hall of Fame en 1986. Il reçoit la médaille de chevalier des Arts et des Lettres cette même année et la chanson Georgia on My Mind est consacrée hymne officiel de l'État de Géorgie en 1979. Dans les années 1990, Ray Charles recommence à faire parler de lui, notamment pour la publicité pour Pepsi-Cola : You Get The Right One Baby et quitte définitivement les petits piano-bars pour revenir à la grande scène notamment avec l'album Genius Loves Company, de 2004, composé de duos (entre autres avec Norah Jones, Elton John, B. B. King, Johnny Mathis et Natalie Cole). Il reçoit le prix Polar Music en 1998.

### Sous la ségrégation raciale

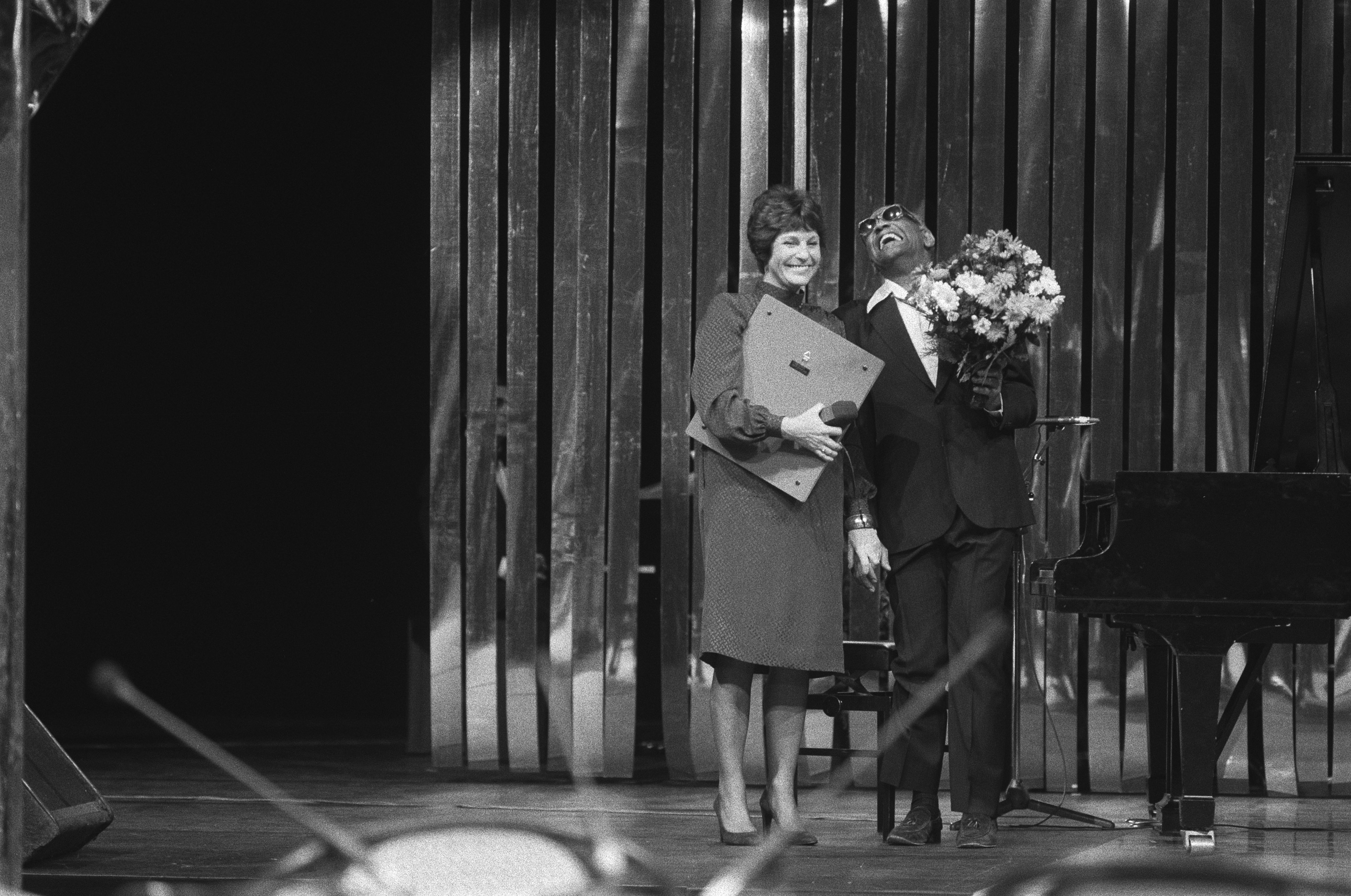
Remise d'un disque d'or à la télévision aux Pays-Bas en 1981.

Au début des années 1950, alors qu'il commence à connaitre le succès, Ray Charles se rend à Atlanta pour une seule représentation, en Géorgie, sa terre natale. Il y est accueilli par des manifestants afro-américains, venus manifester contre les lois ségrégationnistes et espérant faire entendre leurs voix auprès du Genius. Ray Charles, apprenant alors que la salle dans laquelle il doit jouer est interdite aux Noirs, décide d'annuler sa représentation au dernier moment. En prenant cette décision forte, Ray Charles prend un risque pour sa carrière et surtout, il apporte un soutien inestimable à la cause des droits civiques, initiés par Martin Luther King et Rosa Parks.
Ce n'est que le 24 avril 1979, que Georgia on my mind devient l'hymne officielle de Géorgie, après que le gouvernement de cet état lui a présenté des excuses officielles et publiques.

### Décès

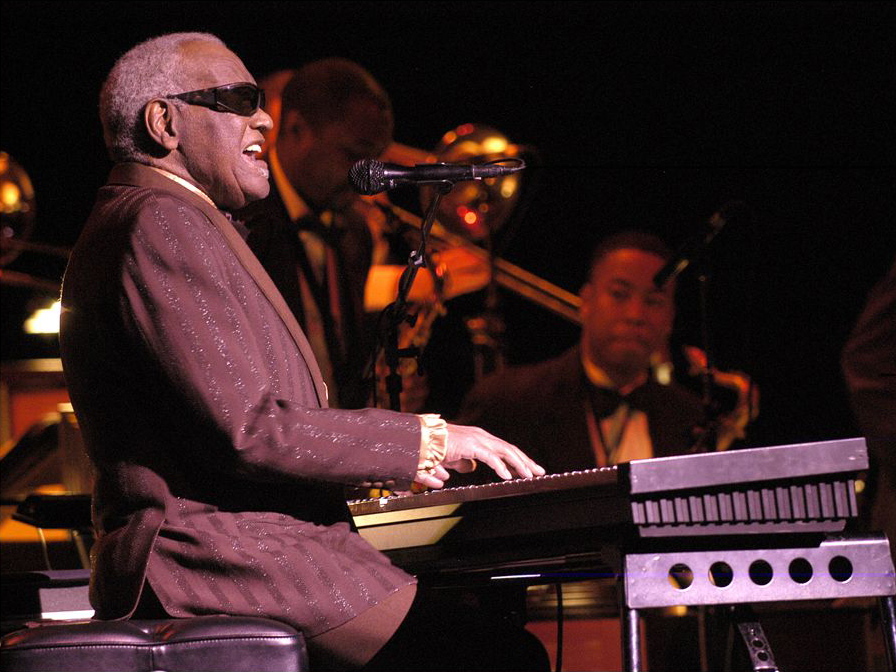
Dernier concert de Ray Charles, salle Wilfrid-Pelletier de la Place des Arts lors du Festival international de jazz de Montréal en 2003.

Ray Charles meurt à 73 ans d'une cirrhose, le 10 juin 2004, dans sa maison de Beverly Hills, accompagné de sa famille. Il donnera un million de dollars à chacun de ses enfants et repose au cimetière d'Inglewood en Californie. Le 10 juin 2004 à partir de 22 h, soit une heure après l'annonce de sa disparition, France Info lui rend hommage en diffusant toute la nuit ses chansons, jusqu'à six heures du matin. De même, la radio TSF Jazz à l'époque TSF 89.9 lui consacre une journée entière.
Le lendemain, les titres de la presse nationale française rendent également hommage au « Genius », Libération titrant : « No more Ray », et Le Monde : « Ray Charles, la mort du Genius ». C’est la première fois depuis sa création que le journal Le Monde met en une de son journal la mort d'une personnalité autre que politique. Aux États-Unis, la mort de Ray Charles est quelque peu éclipsée, car elle est annoncée la veille des funérailles nationales du président Ronald Reagan. Ainsi, par respect envers le 40e président des États-Unis, il n'y a aucune réaction officielle le lendemain de sa mort. Ce n'est que le jour de son enterrement, le 18 juin 2004, que George W. Bush rend hommage à « l'un des plus grands artistes américains ».
Nombre d'artistes lui rendent hommage à sa mort. On peut citer[style à revoir] des personnalités de la musique comme Willie Nelson, Quincy Jones, James Brown, Michael Jackson, Aretha Franklin, Neil Young, Norah Jones, Elton John, Stevie Wonder, Amy Winehouse ou encore les Rolling Stones, ces derniers ayant repris la chanson Night Time Is The Right Time durant toute leur tournée européenne de 2006, A Bigger Bang.
Après son décès, plusieurs de ses enregistrements originaux ont été perdus lors de l'incendie d'Universal, en juin 2008.

## Vie personnelle
Ray Charles voyage beaucoup dans le monde entier, fait de nombreuses tournées et fréquente beaucoup de femmes, notamment de sa troupe. Une de ses chanteuses, Marge Hendricks, tombe enceinte de Ray. Il refuse d'élever le bébé (Charles Wayne), mais il envoie tous les mois une importante somme d'argent pour qu'elle puisse l'élever dans de bonnes conditions.
Il touche aussi à des drogues dures, comme l'héroïne, et en devient dépendant. Refusant de se faire soigner, son état s'aggrave de plus en plus. Il est plusieurs fois arrêté pour possession et consommation d'héroïne : en 1958 à Philadelphie, en 1961 à Indianapolis, en 1964 à Boston. Risquant la prison, il est condamné en 1965 à cinq ans de probation,. Le 26 juillet 1965, il fait son entrée au St. Francis Hospital de Lynwood, établissement anonyme près de son domicile, pour subir une cure de désintoxication. Durant ce traitement de choc, il refuse de prendre des produits de substitution qui auraient pu l'aider à mieux vivre son sevrage. Une fois sorti en 1966, il ne touche plus jamais à la drogue jusqu'à la fin de sa vie mais à « la place des drogues illégales, c'est sur l'alcool qu'il jette désormais son dévolu ». Il a aidé financièrement beaucoup d'associations internationales, et chanté dans de nombreux hôpitaux.
Ray Charles a eu 12 enfants de 10 femmes différentes.
Il a été marié deux fois : une première fois avec Eileen Williams de 1951 à 1952, avec qui il n'a aucun enfant. Une seconde fois de 1955 à 1977 avec Della Robinson qui lui donne trois enfants : Ray Jr, David, Robert. Ses autres enfants sont : Evelyn Mitchell Robinson, Charles Wayne, Alexandria Bertrand, Reatha Butler, Robyn Moffett, Raenee Robinson-McClellan, Sheila Betts Robinson, Vincent Kotchounian et Ryan Corey Robinson den Bok.
Deux ans avant son décès, Ray Charles créé un trust de 500 000 dollars pour chacun de ses 12 enfants en échange d’accords avec eux, selon lesquels ils renoncent à toute autre réclamation concernant la succession de leur père, sa fortune étant placée dans des fondations (notamment la Ray Charles' foundation) et des institutions bancaires. Malgré cet accord, ses enfants posent des recours devant la justice, notamment en ce qui concerne les droits d'auteur de leur père,.
Sa vie est racontée dans le film biographique Ray sorti en 2004 et réalisé par Taylor Hackford avec Jamie Foxx dans son rôle.

## Filmographie
(hors concerts filmés)
- 1961 : Swingin' Alone
- 1964 : Ballad In Blue : lui-même

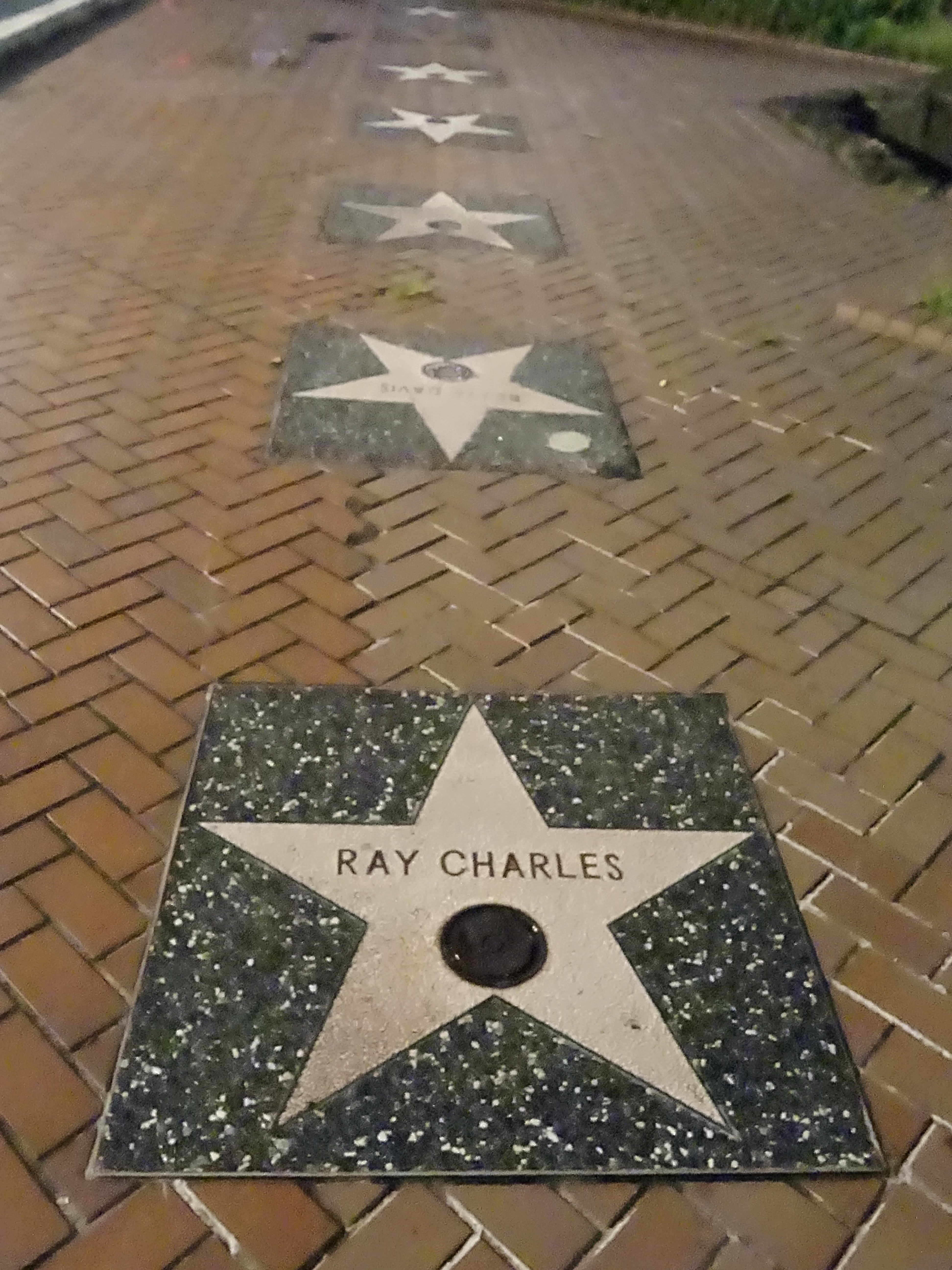
Walk of Fame du Los Angeles Square à Nagoya.

- 1966 : The Big T.N.T. Show (produit par Phil Spector)
- 1980 : The Blues Brothers : Ray
- 1986 : Madame est servie (Who's The Boss) : lui-même
- 1989 : Limit Up
- 1990 : Listen Up: The Lives of Quincy Jones
- 1994 : Rendez-vous avec le destin
- 1996 : Agent zéro zéro : le chauffeur de bus
- 1999 : Une nounou d'enfer : Sammy
- 2000 : The Extreme Adventures of Super Dave (en) : lui-même
- 2000 : Blue's Big Musical Movie (en) : G-Clef

Ballade en Bleu est un des premiers films où apparaît Ray Charles. Ce film raconte l'histoire d'un enfant aveugle, lui aussi, qui apprend à se débrouiller seul dans la vie, avec Ray Charles comme professeur.
Ray Charles interprète dix morceaux (avec ses Raelettes) dans Blues for Lovers, trois dans The Big T.N.T. Show et un seul dans The Blues Brothers. A Swingin' Affair (1962), est une comédie de Tommy Noonan et Peter Marshall, dans laquelle il interprète What'd I Say.
Il est également un personnage régulier, à la fin des années 1990, dans les dernières saisons de la série Une nounou d'enfer, où il jouait Sammy le fiancé de Yetta.
En 1986, il joue son propre rôle dans l'épisode 17 de la saison 3 de Madame est servie, « Fallait s'y attendre » ; il chante une chanson écrite par le petit ami de Samantha : « Always a Friend ».
Clint Eastwood lui rend un hommage chaleureux dans son film Piano Blues (2003).
Le film Ray (sorti en France le 23 février 2005), de Taylor Hackford avec Jamie Foxx dans le rôle de Ray Charles, retrace sa vie de ses débuts à Seattle jusqu'à la résolution de ses problèmes de drogue à la fin des années 1960. Jamie Foxx, qui incarne Ray Charles, reçoit l'Oscar du meilleur acteur en 2005 pour sa performance. Il dédie son prix à Ray Charles, qui l'avait personnellement choisi pour le rôle. Le film, également nommé dans la catégorie « Meilleur Film », remporte l'Oscar de la meilleure bande-son originale.

## Musée et statue commémorative
|                                                                                          |
| Maison-musée d'enfance de Ray Charles au 443 avenue Ray Charles à Greenville en Floride. |

|                                                    |
| Musée Ray Charles Memorial Library de Los Angeles. |

|                                                                  |
| Statue de la place Ray Charles d'Albany en Géorgie où il est né. |

## Discographie

### Albums studio
- 1949 à 1956
- 1957 : Ray Charles (ou Hallelujah I Love Her So)
- 1957 : The Great Ray Charles
- 1958 : Yes Indeed!
- 1958 : Soul Brothers (avec Milt Jackson)
- 1959 : The Genius of Ray Charles
- 1959 : What'd I Say
- 1960 : The Genius Hits the Road
- 1961 : Dedicated to You
- 1961 : Ray Charles and Betty Carter
- 1961 : Soul Meeting (avec Milt Jackson)
- 1961 : Do the Twist With Ray Charles
- 1961 : The Genius After Hours
- 1961 : The Genius Sings the Blues
- 1961 : The Genius of Ray Charles
- 1961 : Ray Charles and Betty Carter
- 1961 : Genius + Soul = Jazz
- 1962 : Modern Sounds in Country and Western Music
- 1962 : Modern Sounds in Country and Western Music - Volume 2
- 1962 : Spotlight On
- 1963 : Ingredients in a Recipe for Soul
- 1964 : Sweet & Sour Tears
- 1964 : Have a Smile With Me
- 1965 : Country & Western Meets Rhythm & Blues
- 1966 : Crying Time
- 1966 : Ray's Moods
- 1967 : Invites You to Listen
- 1967 : A Man and His Soul
- 1968 : A Portrait of Ray
- 1969 : Doing His Thing
- 1969 : I'm All Yours Baby
- 1970 : My Kind of Jazz
- 1971 : Volcanic Action of My Soul
- 1972 : Through the Eyes of Love
- 1972 : A Message From the People
- 1974 : Come Live With Me
- 1975 : Renaissance
- 1976 : Porgy and Bess
- 1977 : True to Life
- 1978 : Love & Peace
- 1979 : Georgia on My Mind
- 1980 : Brother Ray Is at It Again
- 1980 : The Blues Brothers
- 1982 : Wish You Were Here Tonight
- 1984 : Friendship
- 1984 : Do I Ever Cross Your Mind
- 1985 : The Spirit of Christmas
- 1986 : From the Pages of My Mind
- 1987 : His Greatest Hits
- 1989 : Anthology
- 1990 : Would You Believe ?
- 1993 : My World
- 1993 : Hey Now !
- 1994 : The Very Best of Ray Charles
- 1996 : Strong Love Affair
- 1999 : Ultimate Hits Collection
- 2000 : Ray Charles - The very best of (Compilation)
- 2001 : The Definitive
- 2002 : Thanks For Bringing Love Around Again
- 2003 : Singin' the Blues with Soul
- 2004 : Genius Loves Company

### Albums live
- 1958 : Ray Charles at Newport (CD)
- 1959 : Ray Charles In Person (live at the Herndon Stadium) (CD)
- 1960 : Voice of America : Newport Festival (Pure Genius/Complete Atlantic Records)
- 1961 : Palais des sports à Paris (CD)
- 1961 : Antibes, Juan les Pins
- 1962 : Berlin, jazz at the Philharmonic (CD)
- 1963 : Ray Charles live in Brazil
- 1965 : Live In Concert (CD)
- 1972 : Dick Cavett Show
- 1973 : Soul Of The Holy Hand
- 1980 : Live with Edmonton Symphonie
- 1993 : Live 93 (CD)
- 1997 : Live At The Montreux Jazz Festival
- 2000 : Live at the Olympia 2000 (CD et Super Audio CD hybride)
- 2003 : Gospel Christmas with Voice of Jubilation

### Albums posthumes
- 2006 : Genius ans Friends
- 2007 : Ray Sings, Basie Swings
- 2010 : Rare Genius : the Undiscovered Masters
- 2019 : The Atlantic Hit

### Singles notables
- 1952 : Roll with My Baby
- 1953 : Mess Around - no 3 R&B
- 1954 : I've Got a Woman - no 1 R&B
- 1955 : A Fool for You - no 1 R&B
- 1956 : Drown in My Own Tears - no 1 R&B
- 1956 : Hallelujah I Love Her So - no 5 R&B
- 1958 : (Night Time Is) the Right Time - no 5 R&B
- 1959 : What'd I Say - no 1 R&B
- 1960 : Georgia on My Mind - no 1 pop
- 1961 : Hit the Road Jack - no 1 pop/R&B
- 1961 : Unchain My Heart - no 1 pop/R&B
- 1962 : I Can't Stop Loving You - no 1 pop/R&B
- 1963 : Shake a Tail Feather
- 1966 : Let's Go Get Stoned - no 1 R&B